# Rejencja Drezno
Rejencja Drezno (rejencja Drezdeńska, niem. Regierungsbezirk Dresden, głuż. knježerstwowa strona Drježdźany) − jedna z trzech byłych rejencji niemieckiego kraju związkowego Saksonia, została zastąpiona przez okręg administracyjny Drezno. Główny urząd rejencji, prezydium (Regierungspräsidium) miała siedzibę w Dreźnie.

## Geografia
Rejencja Drezno leżała we wschodniej części Saksonii. Od południa graniczyła z krajem libereckim i krajem ujskim w Czechach, od zachodu z rejencją Lipsk i rejencją Chemnitz, od północy z Brandenburgią i od wschodu z województwem dolnośląskim (powiat zgorzelecki) i lubuskim (powiat żarski) w Polsce.

## Historia
W 1947 planowano podział Saksonii na rejencje, jednak zrezygnowano z tego, a w zamian utworzono okręgi (Bezirke). Po odtworzeniu kraju związkowego Saksonii, 1 stycznia 1990 powstała decyzją rządu krajowego z 27 listopada 1990 współczesna rejencja Drezno.
Rejencję zlikwidowano w związku z reformą administracyjną 1 sierpnia 2008.

## Organizacja

### Miasta na prawach powiatu
- Drezno
- Görlitz
- Hoyerswerda

### Powiaty
- powiat Budziszyn
- powiat Kamenz
- powiat Löbau-Zittau
- powiat Miśnia
- Niederschlesischer Oberlausitzkreis
- powiat Riesa-Großenhain
- powiat Sächsische Schweiz
- powiat Weißeritz